# Tsada
Tsada je malé město v západní části Kypru.  Nachází se v distriktu Pafos (řecky Επαρχία Πάφου, Eparchía Páfou) v západní části země, 90 km západně od hlavního města Nicosia a 8 km severně od Paphosu. Tsáda leží ve výšce 619 metrů nad mořem. Má asi 1000 obyvatel. Vinařství je odedávna hlavním zaměstnáním a základním zdrojem příjmů většiny obyvatel obce.  Kromě vinic, obilovin, pícnin, rohovníků, olivovníků, vlašských ořechů a mandlí, se v regionu pěstuje také několik ovocných stromů (jabloně, hrušky a pomeranče) a jen velmi málo zeleniny a luštěnin.

## Podnebí
Podnebí v této oblasti je mírné. Průměrná roční teplota v rozmezí je 16,7 °C. Nejteplejší měsíc je srpen, nejchladnější je únor.  Průměrná roční srážka je 610 milimetrů. Nejvlhčím měsícem je leden se srážkami 140 mm. Nejsušší je srpen s 2 mm srážek.